# JAPAN WORLD CUP

DVD光盤版作品封面，展示各位參賽選手與「馬匹」。

「CINEMA KEIBA/JAPAN WORLD CUP」（シネマ競馬/ジャパンワールドカップ）是日本中央競馬會（JRA）和全国競馬・畜産振興会在2010年和2011年推出的廣告企劃，一共舉辦三期。
在舉辦期間，參與的玩家在專門架設的網站上使用虛擬點數下注，後觀看預先製作的比賽CG影像得知比賽結果，並根據比賽結果獲得或失去點數。玩家的最終點數會列入排行榜中，當期活動結束後排名前列的玩家會獲得購物代金券等獎勵。所有的CG影片由真島理一郎執導製作、茂木淳一進行賽馬解說。在企劃結束後，所有影片最終匯總為三張DVD公開發售。
該活動因為其賽馬比賽荒誕不經、群魔亂舞而獲廣泛迴響，並獲得了多個廣告業界獎項。

## 活動內容
JRA開設了活動專用網站。玩家在網站中使用虛擬的點數購買馬券預測比賽的前兩名，初始點數為1000點。網站隨後向玩家隨機播放一段預先製作的影像展示比賽過程和結果，玩家根據結果獲得或失去點數。玩家一共可以參與三場比賽，若在前兩場結束時玩家持有的點數不足100點則遊戲即刻結束；否則玩家在三場比賽後所持有的點數會進入排行榜當中，排名前列的玩家可以得到樂天點數等獎勵。活動的第三期為了推廣JRA新推出的WIN5投注形式，玩家改為一次性預測5場不同比賽的勝者，並從全部猜中的玩家中抽選贈送從樂天Edy餘額到豐田FJ Cruiser不等的獎勵。
活動中參賽的「馬匹」除了真正的馬以外，還有斑馬、特洛伊木馬、長頸鹿、大象、大熊貓等。比賽過程則各顯神通，例如有選手的馬匹在比賽中直立跳舞、另有選手的馬匹在比賽中身體拉長。配合WIN5馬券發售而舉辦的第三期活動共有5場比賽，除了傳統的賽馬比賽以外，還額外增加了「神秘道具盒賽」、「Cosplay賽」、全員均為張子馬的「張子紀念賽」和除了馬其他各種動物都能參加的「動物國際賽」等比賽形式。
活動的第一期於2010年7月舉辦；第二期於2010年11至12月舉辦；第三期於2011年4月舉辦。活動結束後，三期活動的CG影像在2012年由Happinet以DVD的形式匯總發售。
| 商品名            | 條碼              |
| ----------------- | ----------------- |
| JAPAN WORLD CUP 1 | EAN 4907953032194 |
| JAPAN WORLD CUP 2 | EAN 4907953032200 |
| JAPAN WORLD CUP 3 | EAN 4907953032217 |

## 反響
在東急公司的代理參選下，本活動獲得了日本的多個廣告獎項。
| 獎項                | 部門              | 結果     | 來源   |
| ------------------- | ----------------- | -------- | ------ |
| 第64回廣告電通獎    | 網路廣告·網站企劃 | 最優秀賞 | [ 8 ]  |
| 第9回東京互動藝術獎 | 網站活動          | 金賞     | [ 9 ]  |
| 亞太廣告節          | 網路部門          | 銅賞     | [ 10 ] |
| 亞太廣告節          | 導演部門          | 銀賞     | [ 10 ] |

在玩家之中，該活動也以其天馬行空、混亂不堪的展開而獲議論紛紛。尤其是8號參賽選手「張子輓歌」（／），使用兩個人湊出四條腿套上手工製作的馬身即登場「打假賽」，且在過彎道時總是提前倒下，收穫了巨大人氣。登場不久便有人製作出1比1真實模型，甚至在十餘年後的2024年依舊有人製作真實版參加變裝活動。

## 外部連結
- 活動網站（已關閉）